# Villematier
Villematier é uma comuna francesa na região administrativa de Occitânia, no departamento de Alta Garona. Estende-se por uma área de 14,96 km². Em 2010 a comuna tinha 1 093 habitantes (densidade: 73,1 hab./km²).

## Monumentos
- A prefeitura.
- Igreja.